# Krišna Menon
Vengalil Krišnan Krišna Menon (3. maj 1897 - 6. oktober 1974) je bil indijski nacionalist in politik.
1. 1 2  data.bnf.fr: platforma za odprte podatke — 2011.
2. 1 2  SNAC — 2010.
3. 1 2  Munzinger Personen